# 東亞雀尾蘚
東亞雀尾蘚（学名：Lopidium nazeense）为塔蘚科雀尾蘚屬下的一个种。